# Thổ Dục Hồn
Thổ Dục Hồn, cũng phiên thành Thổ Cốc Hồn hay Đột Dục Hồn (giản thể: 吐谷浑; phồn thể: 吐谷渾; bính âm: Tǔyùhún; Wade–Giles: T'u-yü-hun; cũng gọi là Hà Nam Quốc (河南國), trong tiếng Tạng là 'A-zha hay Togon) là một vương quốc hùng mạnh được các bộ lạc du mục người Tiên Ti lập nên tại Kỳ Liên Sơn và thung lũng thượng du Hoàng Hà, tồn tại từ năm 285 đến năm 670.

## Lịch sử
Sau khi nhà nước Tiên Ti tan rã, các nhóm du mục do Mộ Dung Thổ Dục Hồn lãnh đạo đã đến vùng đồng cỏ tươi tốt quanh Hồ Thanh Hải (Koko Nur) vào khoảng giữa thế kỷ thứ 3.
Mộ Dung Thổ Dục Hồn (慕容吐谷渾) là anh trai của Mộ Dung Hối, tổ tiên của những người cai trị Tiền Yên và là con trai lớn của thiền vu Mộ Dung Thiệp Quy (慕容涉歸) của bộ lạc Mộ Dung của Tiên Ti, Thiệp Quy đã đưa những người dân của mình từ vùng đất định cư ban đầu ở bán đảo Liêu Đông đến khu vực Âm Sơn, băng qua Hoàng Hà giữa các năm 307 và 313, và đến vùng phía đông của tỉnh Thanh Hải ngày nay.
Nước Thổ Dục Hồn được thành lập vào năm 284 khi họ khuất phục các sắc dân bản địa gọi là Khương, bao gồm trên 100 bộ lạc phối hợp lỏng lẻo và khác biệt, không quy phục lẫn nhau hay một thế lực nào.
Sau khi Thổ Dục Hồn mất tại Lâm Hạ, Cam Túc vào năm 317, những người con trai của ông đã mở rộng lãnh thổ với việc đánh bại các nước Tây Tần (385-430) và Hạ (407-431). Thanh Hải Tiên Ti, Thốc Phát Tiên Ti, Khất Phục Tiên Ti và Hách Liên Tiên Ti đã gia nhập cùng họ. Họ dời đô 6 km về phía tây hồ Thanh Hải.

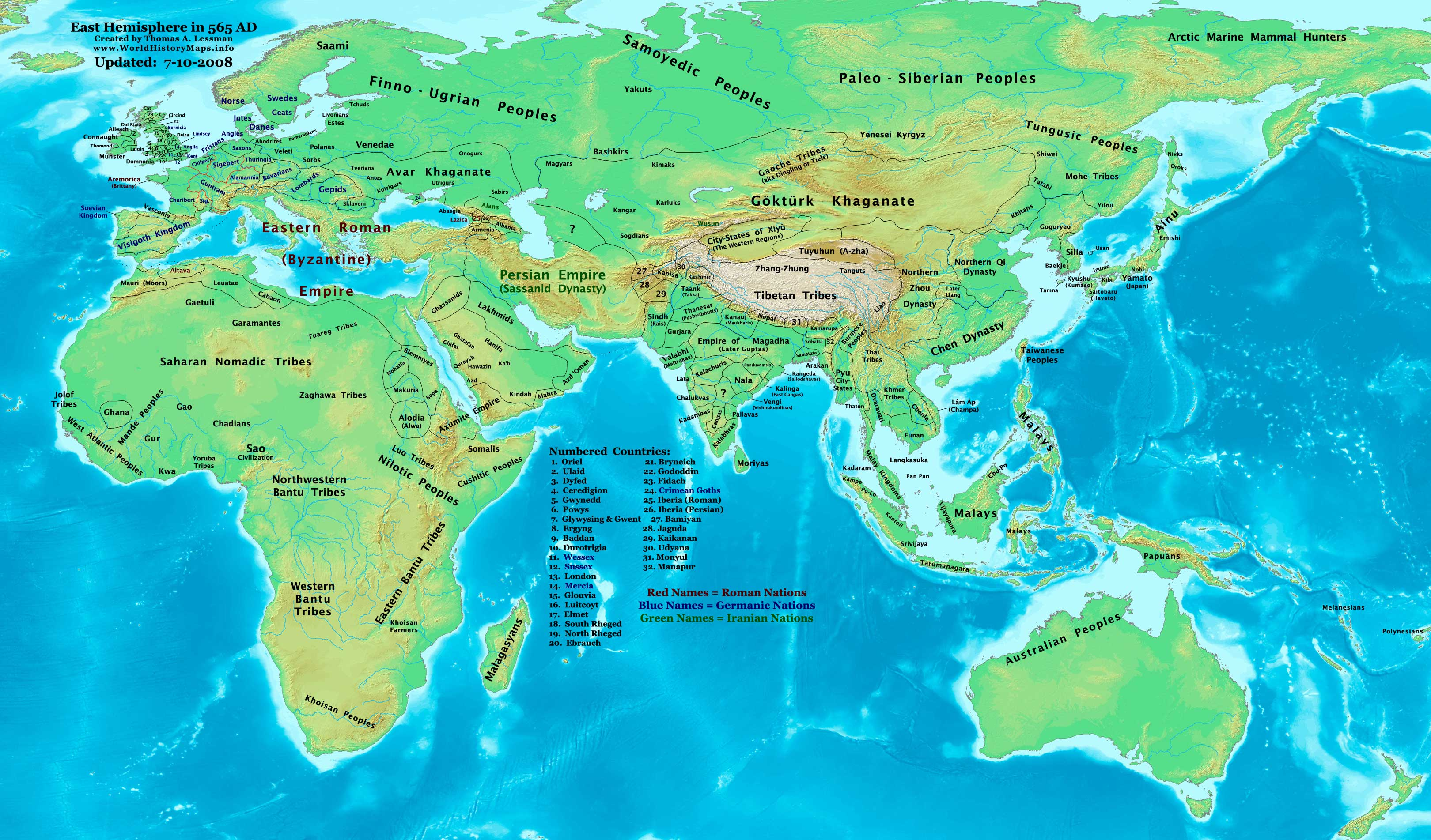
Châu Á vào năm 565, thể hiện Thổ Dục Hồn và các láng giềng của nó.

Sau khi nhà Tấn nâng vị thế của họ với việc ban cho các người lãnh đạo tước hiệu Hung Nô cũ là thiền vu, năm 281 họ bắt đầu cai trị, từ 285, Mộ Dung Hối đã lãnh đạo người Tiên Ti trong suốt năm thập niên. Các nhóm Tiên Ti này là nòng cốt của Thổ Dục Hồn và dân số lên đến 3,3 triệu người lúc đỉnh cao. Họ thực hiện các cuộc viễn chinh về phía tây, từng có lúc xa đến Hòa Điền ở Tân Cương, lập nên một đế quốc rộng lớn bao phủ Thanh Hải, Cam Túc, Ninh Hạ, phía bắc Tứ Xuyên, phía đông Thiểm Tây, phía nam Tân Cương, và nhiều phần của Tây Tạng, kéo dài 1.500 km từ đông sang tây và 1.000 km từ bắc xuống nam. Họ là thế lực lần đầu tiên trong lịch sử đã thống nhất vùng tây bắc Trung Quốc, phát triển tuyến phía nam của Con đường tơ lụa, thúc đẩy trao đổi văn hóa giữa các lãnh thổ phía đông và phía tây. Thổ Dục Hồn thống trị khu vực tây bắc trong hơn ba thế kỷ rưỡi cho đến khi bị Thổ Phồn tiêu diệt. Thổ Dục Hồn tồn tại như một nước độc lập bên ngoài Trung Quốc và không được coi là một phần của sử học sử Trung Quốc, không được tính là một trong Thập lục quốc.

### Quan hệ với Tùy
Tận dung tình trạng đối địch giữa nhà Tùy và Nam triều Trần, khả hãn Thổ Dục Hồn là Mộ Dung Khoa Lã đã liên tục tấn công vào các châu của Tùy giáp với Thổ Dục Hồn. Tuy nhiên, song sau khi Tùy diệt Trần vào năm 589, Khoa Lã đã lo sợ và bỏ trống vùng biên giới. Sau đó, khả hãn Mộ Dung Thế Phục của Thổ Dục Hồn đã quyết định khuất phục Tùy Văn Đế, sau đó hai bên giữ duy trì tình hình hòa bình trong một thời gian dài. Thổ Dục Hồn đã xảy ra nhiễu loạn lớn vào năm 597, kết quả là Mộ Dung Thế Phục bị sát hại, Mộ Dung Phục Doãn được ủng hộ lên ngôi khả hãn.
Sang thời Tùy Dạng Đế, do Tùy có ý muốn chinh phục Thổ Dục Hồn nên vào năm 608, hạ thần triều Tùy là Bùi Củ (裴矩) đã thuyết phục các bộ tộc Thiết Lặc tấn công Thổ Dục Hồn, kết quả là quân Thiết Lặc đã đánh bại quân Thổ Dục Hồn. Mộ Dung Phục Doãn đưa các thần dân đông tiến, vào Tây Bình quận (gần tương ứng với Tây Ninh, Thanh Hải ngày nay) để xin tị nạn và xin viện trợ chống lại người Thiết Lặc. Tùy Dạng Đế phái quân đến tiếp ứng cho Mộ Dung Phục Doãn. Tuy nhiên, khi quân Tùy đến gần, Mộ Dung Phục Doãn trở nên sợ hãi trước sức mạnh của quân Tùy và quyết định chạy trốn về phía tây. Quân Tùy truy kích, chiếm được hai thành Mạn Đầu và Xích Thủy, đất cũ của Thổ Dục Hồn rơi vào tay Tùy. Tuy nhiên, vào năm 609, Mộ Dung Phục Doãn đã dẫn quân thoát ra khỏi vùng núi tuyết và đoạt lại đất đai bị mất, sang tháng 5, Dạng Đế thân chinh tấn công Thổ Dục Hồn, một lẫn nữa buộc Mộ Dung Phục Doãn phải chạy trốn. Năm 613, Bùi Củ lại thuyết phục các bộ tộc quy thuận Hạt Sa Na khả hãn của Tây Đột Quyết tấn công Thổ Dục Hồn.

### Xung đột giữa Đường và Thổ Phồn
Trong thời gian đầu của nhà Đường, Thổ Dục Hồn suy yếu dần và ngày càng vướng vào xung đột giữa Đường và Thổ Phồn. Do Thổ Dục Hồn kiểm soát tuyến đường thương mại quan trọng giữa đông và tây nên nước này trở thành mục tiêu trực tiếp của Đường.
Thổ Phồn phát triển nhanh chóng dưới sự lãnh đạo của Tùng Tán Cán Bố (Songtsän Gampo), ông đã thống nhất người Tạng và mở rộng lãnh thổ về phía bắc, đe dọa trực tiếp đến Thổ Dục Hồn. Ngay sau khi đăng cơ tại Trung Tây Tạng vào năm 634, Tùng Tán Can Bố đã đánh bại Thổ Dục Hồn gần hồ Thanh Hải và tiếp nhận một đoàn sứ thần đến từ Đường Tán phổ Thổ Phồn yêu cầu được kết hôn với một công chúa Đường song đã bị từ chối. Năm 635-636, Hoàng đế nhà Đường tiếp tục cho quân tấn công và đánh bại Thổ Dục Hồn. Sau chiến dịch này, và thất bại khác của quân Đường, vị Hoàng đế Trung Hoa đã đồng ý gả một công chúa cho Tùng Tán Cán Bố, mặc dù các sử gia sau này không chắc chắn về việc liệu công chúa có thực sự kết hôn với Tùng Tán Cán Bố hay không vì khi ấy ông đã rất lớn tuổi..
Tán phổ Thổ Phồn tin lời một vị hãn Thổ Dục Phồn lưu vong, Đạt Diên Mang Kết Ba (達延芒結波) rằng Thổ Dục Phồn phản đối cuộc hôn nhân giữa ông và công chúa nhà Đường và cử 200.000 quân tấn công. Quân Thổ Dục Hồn rút lui đến Thanh Hải, trong khi người Tạng tiến về phía đông để đánh người Đảng Hạng và vươn tới miền nam Cam Túc. Triều đình Đường đã sửng sốt trước việc này và gửi quân đến giao chiến. Mặc dù quân Thổ Phồn đã đáp lại bằng việc rút lui song Thổ Dục Hồn đã mất đi nhiều lãnh thổ ở phía nam Cam Túc.
Triều đình Thổ Dục Hồn bị phân chia giữa phe thân Đường và phe thân Thổ Phồn, trong đó phe thân Thổ Phồn ngày càng trở nên lớn mạnh và họ đã hợp tác với Thổ Phồn để đem đến một cuộc xâm lược. Đường cử tướng Tiết Nhân Quý (薛仁貴) đem theo 10 vạn quân đến đánh Thổ Phồn trong trận Đại Phi Xuyên (大非川之戰) tại nơi nay thuộc huyện Cộng Hòa, Thanh Hải. Họ bị tiêu diệt do bị 200.000 quân phục kích Thổ Phồn, đây là thất bại lớn nhất trong lịch sử của Đường và chính thức đưa Thổ Dục Hồn đến hồi kết.

### Tan rã
Sau khi sụp đổ, Thổ Dục Hồn bị phân thành Vương quốc Đông và Tây. Vương quốc phía Đông do Mộ Dung Nặc Hạt Bát lãnh đạo, nằm về mặt phía đông của Kỳ Liên Sơn và ngày càng thiên di về phía đông đến Trung Nguyên, trong khi Vương quốc phía Tây tồn tại dưới quyền lãnh đạo của Đạt Diên Mang Kết Ba. Khi Loạn An Sử làm rung chuyển triều đình nhà Đường và khiến cho Đường Huyền Tông phải bỏ trốn, Thổ Phồn đã nắm giữ toàn bộ lãnh thổ Thổ Dục Hồn. Rối loạn nội bộ diễn biến trong chính quyền Thổ Phồn và các cuộc khởi nghĩa lớn đã chấm dứt quyền cai trị của nó.
Qua giai đoạn này, người Tiên Ti phải trải qua một đợt lưu vong lớn trên một lãnh thổ rộng trải dài từ tây bắc đến miền trung và đông Trung Quốc, tập trung đông nhất tại Âm Sơn gần Ordos. Năm 946, một người Sa Đà là Lưu Trí Viễn đã mưu sát lãnh đạo tối cao của người Tiên Ti, người này giàu sang tới mức "ngựa của ông có máng ăn bằng bạc". Với tài sản cướp được bao gồm nhiều của cải và hàng nghìn ngựa tốt, họ Lưu lập nên nước Hậu Hán (947-950), chỉ tồn tại trong bốn năm và trở thành triều đại ngắn nhất trong lịch sử Trung Quốc. Diễn biến này đã lấy đi quyền lực lãnh đạo trung ương và tước mất cơ hội phục hồi lại Thổ Dục Hồn của người Tiên Ti, mặc dù về sau này họ đã lập nên Tây Hạ (1038-1227), nước này tồn tại cho đến khi bị Mông Cổ tiêu diệt.

## Văn hóa
Người Thổ Dục Hồn là những chuyên gia trong việc chăn nuôi ngựa, họ cũng có các hoạt động nông nghiệp. Là một vương quốc giữa các đế quốc Trung Hoa ở phía đông (Bắc Ngụy và Nam triều) và các bộ lạc thảo nguyên khác như Nhu Nhiên và Sắc Lặc, người Thổ Dục Hồn đóng vai trò như những sứ giả và thương gia, trong khi đó cũng có nhiều nhà truyền giáo của Phật giáo và khách lữ hành đi qua đất nước của họ.
Khi nhà sư hành hương người Hán là Tống Vân (宋雲), viếng thăm khu vực vào năm 518, ông đã lưu ý rằng người dân ở đây có một ngôn ngữ viết, hơn một trăm năm trước khi Thonmi Sambhota được cho là trở về từ Ấn Độ sau khi phát triển một loại chữ viết cho tiếng Tạng.
Người Thổ được cho là hậu duệ của người Thổ Dục Hồn.

## Vua Thổ Dục Hồn
| Xưng hiệu                                                                                                 | Tên họ                             | Thời gian trị vì |
| --- | ---------------------------------- | ---------------- |
| Hà Nam Vương (河南王)                                                                                     | Mộ Dung Thổ Dục Hồn (慕容吐谷渾)   | 284-317          |
| Hà Nam Vương (河南王)                                                                                     | Mộ Dung Thổ Diên (慕容吐延)        | 317-329          |
| Thổ Dục Hồn Vương (吐谷渾王)                                                                              | Mộ Dung Diệp Diên (慕容葉延)       | 329-351          |
| Thổ Dục Hồn Vương (吐谷渾王)                                                                              | Mộ Dung Toái Hề (慕容碎奚)         | 351-371          |
| Bạch Lan Vương (白蘭王)                                                                                   | Mộ Dung Thị Liên (慕容視連)        | 371-390          |
| Thổ Dục Hồn Vương (吐谷渾王)                                                                              | Mộ Dung Thị Bi (慕容視羆)          | 390-400          |
| Đại Thiền vu (大單于)                                                                                     | Mộ Dung Ô Hột Đề (慕容烏紇褆)      | 400-405          |
| Mậu Dần Khả hãn (戊寅可汗)/ Đại Thiền vu (大單于)/ Vũ Vương (武王)                                        | Mộ Dung Thụ Lạc Can (慕容樹洛干)   | 405-417          |
| Bạch Lan Vương (白蘭王)                                                                                   | Mộ Dung A Sài (慕容阿柴)           | 417-424          |
| Huệ Vương (惠王)/ Lũng Tây Vương (隴西王)                                                                 | Mộ Dung Mộ Hội (慕容慕璝)          | 424-436          |
| Hà Nam Vương (河南王)                                                                                     | Mộ Dung Mộ Lợi Diên (慕容慕利延)   | 436-452          |
| Hà Nam Vương (河南王)/ Tây Bình Vương (西平王)                                                            | Mộ Dung Thập Dần (慕容拾寅)        | 452-481          |
| Hà Nam Vương (河南王)                                                                                     | Mộ Dung Độ Dịch Hầu (慕容度易侯)   | 481-490          |
| | Mộ Dung Phục Liên Trù (慕容伏連籌) | 490-540          |
| | Mộ Dung A La Chân (慕容呵羅真)     | 429-530          |
| | Mộ Dung Phật Phụ (慕容佛輔)        | 530-534          |
| | Mộ Dung Khả Đạp Chấn (慕容可沓振)  | 490-540          |
| Khả hãn                                                                                                   | Mộ Dung Khoa Lã (慕容夸呂)         | 540-591          |
| Khả hãn                                                                                                   | Mộ Dung Thế Phục (慕容世伏)        | 591-597          |
| Bộ Tát Bát Khả hãn (步薩鉢可汗)                                                                           | Mộ Dung Phục Doãn (慕容伏允)       | 597-635          |
| Truật Cố Lã Ô Cam Đậu Khả hãn (趉故呂烏甘豆可汗)/ Đại Ninh Vương (大寧王)/ Tây Bình Quận Vương (西平郡王) | Mộ Dung Thuận (慕容順)             | 635              |
| Ô Địa Dã Bạt Lặc Đậu Khả hãn (烏地也拔勒豆可汗)/ Hà Nguyên Quận Vương (河源郡王)                          | Mộ Dung Nặc Hạt Bát (慕容諾曷鉢)   | 635-672          |